# Hans Lisken
Hans F. Lisken (* 21. Februar 1931 in Düsseldorf; † 3. Februar 2004 in Dresden) war ein deutscher Jurist und Polizeipräsident.

## Leben
Nach seiner juristischen Ausbildung  und Promotion zum Dr. jur. war Hans Lisken zunächst von 1960 bis 1980 als Richter tätig, zuletzt als Vorsitzender Richter am Landgericht Düsseldorf. Von 1976 bis 1979 war er zwischenzeitlich als wissenschaftlicher Mitarbeiter zum Bundesverfassungsgericht abgeordnet.
Im Jahr 1981 wurde er zum Polizeipräsidenten seiner Heimatstadt Düsseldorf ernannt. Dieses Amt übte Lisken bis zu seiner altersbedingten Pensionierung im Jahre 1996 aus. Danach ließ er sich in Düsseldorf als Rechtsanwalt nieder.
Ab 1968 war er als Lehrbeauftragter in der Polizei- und Juristenausbildung tätig, zuletzt als Honorarprofessor der juristischen Fakultät der Heinrich-Heine-Universität. Hans Lisken verfasste als Experte für Verfassung- und Polizeirecht zahlreiche Aufsätze in Fachzeitschriften und Tageszeitungen, die in einer Auswahl in dem Buch Rechtsstaat – was sonst? zusammengefasst publiziert wurden. Zudem war Lisken zusammen mit Erhard Denninger seit 1992 Herausgeber und Autor des Standardwerks Handbuch des Polizeirechts, das weiterhin unter seinem Namen erscheint.
Hans Lisken starb am 3. Februar 2004 in Dresden, nachdem er am 29. Januar 2004 nach einer Anhörung als Sachverständiger im Sächsischen Landtag mit einem Herzschlag zusammengebrochen war.

## Auszeichnungen
Im Jahre 1995 erhielt Hans Lisken den Fritz-Bauer-Preis der Humanistischen Union. Der Laudator, Bundestagsvizepräsident Burkhard Hirsch, würdigte zusammenfassend, Lisken habe sich in Lehre und Praxis unerschrocken und unbequem für die Freiheit des Einzelnen und für eine humane Gesellschaft verbürgt.

## Werke
- Handbuch des Polizeirechts (Hrsg.). C.H. Beck, München 1992. ISBN 3-406-35625-7 (liegt in 4. Auflage vor)
- Rechtsstaat – was sonst? Ausgewählte Schriften. Nomos, Baden-Baden 1996. ISBN 3-7890-4216-1